# 普基納區
16°37′32″S 71°11′04″W / 16.6255°S 71.1844°W
普基納區（西班牙語：Distrito de Puquina），是秘魯的一個區，位於該國南部莫克瓜大區的桑切斯將軍山省，面積551平方公里，海拔高度3,084米，2005年人口3,213，人口密度每平方公里5.8人。